# Oktiàbrskoie (Daguestan)
|  | Per a altres significats, vegeu «Oktiàbrskoie». |

Oktiàbrskoie (en rus: Октябрьское) és un poble de la república del Daguestan, a Rússia. Segons el cens del 2010 tenia 2.246 habitants.